# Зарема Ханум
Заре́ма Хану́м (справжнє ім'я — Меметова Зарема Бекірівна, крим. Zarema Memetova, нар. 23 січня 1952) — кримськотатарська співачка (контральто), музична й громадська діячка, продюсерка. Виконавиця кримськотатарських народних і фольклорних пісень та сучасної джазової музики. Заслужена артистка України (1993).

## Ранні роки
Народилася 23 січня 1952 року в місті Ленінабад (нині Худжанд), Таджикистан як наймолодша дитина в родині, де вже було старші діти — два сина й донька. Батько Зареми Ханум — ялибойлю (південнобережний кримський татарин), що походив з Ялти, ветеран Другої світової війни, а мама з Бахчисараю. Обидва з батьків любили музику та співати. Коли дівчинці було 3 роки, вона почула спів і гру акордеоніста — пісня у його виконанні стала першою, яку вивчила Зарема.
1990 року закінчила Ташкентський інститут культури, згодом покращувала вокальну майстерність у школі П. Волкова. Навчалася також у Батира Закірова, Тамари Ханум, Сабріє Ереджепової й Абляміта Умерова.

## Кар'єра
У 1969—1970 роках Зарема Ханум була солісткою Державного естрадного оркестру Узбекистану під керівництвом Батира Закірова, а з 1970 року — у кримськотатарському ансамблі пісні й танцю «Хайтарма» під керівництвом Ільяса Бахшиша при Державній філармонії Узбекистану в Ташкенті. За порадою Сабріє Ереджепової Зарема Ханум почала співати в ансамблі, а не танцювати, хоча в той час ансамблю і не вистачало танцівниць. У її репертуарі, серед інших пісень, була заборонена радянською цензурою пісня «Уральські ліси». Проводила сольні концерти у Ташкенті.
1976 року Зарема Ханум разом з Уріє Керменчіклі приїжджала до Криму й хотіли працевлаштуватися до Кримської філармонії. Співачкам відмовили, оскільки на той час було протистояння поверненню кримських татар.
1991 року разом із родиною повернулася до Криму. Спочатку працювала в кафе. Згодом того ж року організувала перший після депортації кримськотатарський концерт у Кримському українському музичному театрі в Сімферополі. Концерт був присвячений пам'яті Сабріє Ереджепової. У виступі взяли участь кримськотатарські митці, які повернулися на батьківщину. Тоді ж Зарема Ханум серйозно захворіла й перенесла операцію — лікарі сказали, що вона більше не зможе співати й втратить голос. Проте вже через 2 місяці співачка повернулася на сцену.
У 1992—1994 роках була засновницею, художньою керівницею та продюсеркою «Театру естради Зареми Ханум», що гастролював містами України. Від 1995 року активно брала участь у концертній діяльності, виступала в Україні, Польщі, Туреччині. 1996 року стала продюсеркою музичного фестивалю «Шелялле», 2001 — концертної програми «Східний базар». 1996 року Кримська телерадіокомпанія також зняла про Зарему Ханум документальний фільм «Чорноморка».
2004 року брала участь у художньому фільмі «Останнє дихання» (кіностудія «Мосфільм»). З 2006 року є учасницею кримськотатарського фольклорного ансамблю «Крим», з яким гастролювала як в Україні, так і за її межами. 2010 року Зарема Ханум виступила в дуеті з турецьким співаком Еролом Бююкбурчем в Анкарі.
У грудні 2024 року вперше за 30 років відбувся сольний концерт співачки. Її також супроводжував ансамбль «Хаят».

## Репертуар
За роки діяльності Зарема Ханум записала два аудіоальбоми. У репертуарі співачки представлені різножанрові твори — від жартівливих і простих до ліричних та патріотичних. Такі пісні, як «Гемилер», «Здравствуй, Крым», «Дангъалакъ», «Ёсмам» та інші, здобули широку популярність. Виконує кримськотатарські народні й фольклорні пісні та сучасну джазову музику.

## Поетична діяльність
Під творчим псевдонімом Esma Sultan авторка працює над поетичною збіркою, яка наразі не опублікована. Вірші отримали схвальні відгуки від представників кримськотатарського мистецького середовища, зокрема художниця Зарема Трасінова висловила готовність створити ілюстрації до окремих творів, а поет і письменник Нузет Умеров позитивно оцінив частину поезій. Попри повну готовність матеріалів до публікації, питання видання книги Зареми Ханум залишається відкритим з огляду на фінансові питання.

## Особисте життя
Була двічі одружена. Другий чоловік — Ескендер Меметов, який підтримував творчу діяльність співачки. У подружжя 7 дітей, серед яких 5 дітей від першого шлюбу Зареми Ханум.